# David Holwell

a Compétitions nationales et continentales officielles uniquement.

Dernière mise à jour le 17 décembre 2018.
David Holwell, né le 7 janvier 1975 à Whangarei (Nouvelle-Zélande), est un joueur néo-zélandais de rugby à XV évoluant au poste de demi d'ouverture. Dans le championnat des provinces néo-zélandaises, il évolue avec Northland, Wellington et de nouveau Northland. En Super Rugby, il évolue principalement avec les Hurricanes, avant de rejoindre l'Europe pour évoluer avec la province irlandaise du Leinster avant de retrouver les Hurricanes et de jouer pour les Blues. Il fait une nouvelle apparition ensuite avec le Leinster.

## Carrière

### Club
- 1998-2004 et 2006 : Hurricanes
- 2004-2005 : Leinster
- 2006 : Hurricanes
- 2007 : Blues

Il a joué essentiellement dans le Super 12 avec les Hurricanes, à l’exception d’une saison en Europe faite avec le Leinster (104 points).

### Provinces
- 1995-1998 : Northland
- 1999-2004 : Wellington
- 2005 : Northland